# Bogosort
Bogosort (também conhecido como CaseSort ou Estou com Sort), é um algoritmo de ordenação extremamente ineficiente. É baseado na reordenação aleatória dos elementos. Não é utilizado na prática, mas pode ser usado no ensino de algoritmos mais eficientes. Seu nome veio do engraçado termo quantum bogodynamics e, ultimamente, a palavra bogus. 
Esse algoritmo é probabilístico por natureza. Se todos os elementos a serem ordenados são distintos, a complexidade esperada é {\displaystyle O(n\times n!)}. O tempo exato de execução esperado depende do quantos diferentes valores de elementos ocorrem, e quantas vezes cada um deles ocorre, mas para casos não-triviais o tempo esperado de execução é exponencial ou super-exponencial a {\displaystyle n}. Ele termina pela mesma razão do teorema do macaco infinito; existe alguma probabilidade de que aconteça a permutação correta, dado que em um infinito número de tentativas fatalmente a encontrará.
Deve-se notar que com os algoritmos geradores de números pseudo-aleatórios, que têm um número finito de estados e não são realmente aleatórios, o algoritmo pode nunca terminar para certos conjuntos de valores a serem ordenados.
Bogosort é um algoritmo de ordenação não estável.

## Exemplo
Para se ordenar um baralho usando-se este Algoritmo, seria necessário jogar as cartas ao ar, juntá-las aleatoriamente, e então verificar se as mesmas estão ordenadas.

## Algoritmo
```
função
 bogosort(array)
  
enquanto
 não está_ordenado(array)
    array := permutação_aleatória(array)
```

## Implementações

### C
```
#include
 
<stdio.h>

#include
 
<stdlib.h>

#include
 
<stdbool.h>

 

bool
 
is_sorted
(
int
 
*
a
,
 
int
 
n
)

{

  
while
 
(
 
--
n
 
>=
 
1
 
)
 
{

    
if
 
(
 
a
[
n
]
 
<
 
a
[
n
-1
]
 
)
 
return
 
false
;

  
}

  
return
 
true
;

}

 

void
 
shuffle
(
int
 
*
a
,
 
int
 
n
)

{

  
int
 
i
,
 
t
,
 
r
;

  
for
(
i
=
0
;
 
i
 
<
 
n
;
 
i
++
)
 
{

    
t
 
=
 
a
[
i
];

    
r
 
=
 
rand
()
 
%
 
n
;

    
a
[
i
]
 
=
 
a
[
r
];

    
a
[
r
]
 
=
 
t
;

  
}

}

 

void
 
bogosort
(
int
 
*
a
,
 
int
 
n
)

{

  
while
 
(
 
is_sorted
(
a
,
 
n
)
 
)
 
shuffle
(
a
,
 
n
);

}

 

int
 
main
()

{

  
int
 
numbers
[]
 
=
 
{
 
1
,
 
10
,
 
9
,
  
7
,
 
3
,
 
0
 
};

  
int
 
i
;

 

  
bogosort
(
numbers
,
 
6
);

  
for
 
(
i
=
0
;
 
i
 
<
 
6
;
 
i
++
)
 
printf
(
"%d "
,
 
numbers
[
i
]);

  
printf
(
"
\n
"
);

}

```

### C++
```
 
#include
 
<algorithm>

 
#include
 
<vector>

 

 
template
<
class
 
T
>

 
void
 
bogosort
(
std
::
vector
<
T
>&
 
array
)

 
{

     
while
 
(
!
 
is_sorted
(
array
))

         
std
::
random_shuffle
(
array
.
begin
(),
 
array
.
end
());

 
}

 

 
template
<
class
 
T
>

 
bool
 
is_sorted
(
const
 
std
::
vector
<
T
>&
 
array
)

 
{

     
for
 
(
typename
 
std
::
vector
<
T
>::
size_type
 
i
 
=
 
1
;
 
i
 
<
 
array
.
size
();
 
++
i
)

         
if
 
(
array
[
i
]
 
<
 
array
[
i
-1
])
 
return
 
false
;

     
return
 
true
;

 
}

```

### Java
```
public
 
static
 
void
 
bogoSort
(
int
 
length
,
 
int
 
range
)
 
{

	
int
 
[]
array
 
=
 
randomIntArray
(
length
,
range
);

		

	
while
 
(
!
 
isSorted
(
array
))

		
array
 
=
 
randomArray
(
array
);

		

	
for
 
(
int
 
i
 
=
 
0
;
 
i
 
<
 
array
.
length
;
 
i
++
)
 
{

		
System
.
out
.
print
(
array
[
i
]
 
+
 
" "
);

	
}

		

}

	

private
 
static
 
boolean
 
isSorted
(
int
 
[]
 
array
)

{

    
for
 
(
int
 
i
 
=
 
0
;
 
i
 
<
 
(
array
.
length
 
-
 
1
);
 
++
i
)
 
{

    	
if
 
(
array
[
i
]
 
>
 
array
[
i
+
1
]
)

    		
return
 
false
;

    
}

        

    
return
 
true
;

}

	

private
 
static
 
int
 
[]
 
randomArray
(
int
 
[]
 
array
)
 
{

		 

    
int
 
size
 
=
 
array
.
length
;

    
int
[]
 
indices
 
=
 
new
 
int
[
size
]
;
 

    
for
 
(
int
 
i
=
0
;
 
i
<
size
;
 
i
++
)
 
{

    	
indices
[
i
]
 
=
 
i
;

    
}

	      

    
Random
 
random
 
=
 
new
 
Random
();

    
for
 
(
int
 
i
 
=
 
0
;
 
i
 
<
 
size
;
 
i
++
)
 
{

      
boolean
 
unique
 
=
 
false
;

      
int
 
nRandom
 
=
 
0
;

      
while
 
(
!
unique
)
 
{

        
unique
 
=
 
true
;

        
nRandom
 
=
 
random
.
nextInt
(
size
);

        
for
 
(
int
 
j
 
=
 
0
;
 
j
 
<
 
i
;
 
j
++
)
 
{

          
if
 
(
indices
[
j
]
 
==
 
nRandom
)
 
{

             
unique
 
=
 
false
;

             
break
;

          
}

        
}

      
}
 

	 

      
indices
[
i
]
 
=
 
nRandom
;
 

    
}

	 

    
int
 
[]
 
result
 
=
 
new
 
int
[
size
]
;

        
for
 
(
int
 
k
 
=
 
0
;
 
k
 
<
 
size
;
 
k
++
)
 
{

    
result
[
indices
[
k
]]
 
=
 
array
[
k
]
;

    
}

    
return
 
result
;

}

	

private
 
static
 
int
[]
 
randomIntArray
(
int
 
length
,
 
int
 
n
)

{

  
int
[]
 
a
 
=
 
new
 
int
[
length
]
;

  
Random
 
generator
 
=
 
new
 
Random
();

  
for
 
(
int
 
i
 
=
 
0
;
 
i
 
<
 
a
.
length
;
 
i
++
)

  
{

      
a
[
i
]
 
=
 
generator
.
nextInt
(
n
);

  
}

  
return
 
a
;

}

```

### Pascal
```
 
program
 
bogosort
 
(
input
,
 
output
)
;

 
const
 
max
=
10
;
   
{*Tamanho do vetor *}

 
type
 
vetor
=
array
[
1
..
max
]
 
of
 
integer
;

 
var
 
lista
,
 
lista1
:
 
vetor
;

     
i
:
 
integer
;

     
j
:
 
boolean
;

     
pos
:
 
integer
;

 

 	 
function
 
teste
(
var
 
proto
:
 
vetor
)
:
 
boolean
;
     
{*Verifica se o vetor NÃO está ordenado.*}

 	 
var
 
i
:
 
integer
;

 	 
begin

 		 
teste
:=
true
;

 		 
for
 
i
:=
2
 
to
 
max
 
do

 			 
if
 
(
proto
[
i
]
<
proto
[
i
-
1
])
 
then

 				 
break
;

 		 
if
 
(
i
=
max
)
 
and
 
(
proto
[
max
]
>=
proto
[
max
-
1
])
 
then

 			 
teste
:=
false
;

 	 
end
;

 

 
begin

 	 
randomize
;
    
{*Inicializa o gerador de numeros aleatórios *}

 	 
writeln
(
'Escreva abaixo os '
,
 
max
,
' elementos do vetor:'
)
;

 	 
for
 
i
:=
1
 
to
 
max
 
do

 	 
begin

 		 
read
(
lista
[
i
])
;
  

 		 
lista1
[
i
]
:=
lista
[
i
]
;

 	 
end
;

 	 
for
 
i
:=
1
 
to
 
max
 
do
           
{*Escreve o vetor recebido *}

 		 
write
(
lista1
[
i
]
,
' '
)
;

 	 
writeln
;

 	 
while
 
teste
(
lista1
)
 
do
    
{*Enquanto o vetor nao esta ordenado...*}

 	 
begin

 		 
j
:=
true
;

 		 
for
 
i
:=
1
 
to
 
max
 
do
     
{*Inicializa o vetor auxiliar *}

 			 
lista1
[
i
]
:=
0
;

 		 
for
 
i
:=
1
 
to
 
max
 
do
   
{* Este loop preenche aleatoriamente o vetor auxiliar *}

 		 
begin

 			 
j
:=
true
;

 			 
while
 
j
 
do
 
{* Este while garante que nenhum dado será sobrescrito *}

 			 
begin

 				 
pos
:=
 
random
(
max
)
+
1
;
    
{* Gera posição aleatória *}

 				 
if
 
lista1
[
pos
]
=
0
 
then
     
{*Garante que a posição não está ocupada *}

 				 
begin

 	 				 
lista1
[
pos
]
:=
lista
[
i
]
;

 					 
j
:=
false
;

 				 
end
;

 			 
end
;

 		 
end
;

 		 
for
 
i
:=
1
 
to
 
max
 
do
	
{* Imprime na tela a tentativa *}
	

 			 
write
(
lista1
[
i
]
,
' '
)
;

 		 
writeln
;
		

 	 
end
;

 	 
write
(
'A LISTA FOI ORDENADA!'
)
;

 
end
.

```

### Perl
```
 
use
 
List::Util
 
qw(shuffle)
;

 

 
sub
 
bogosort
 
{

    
my
 
@a
 
=
 
@_
;

    
my
 
@sorted
 
=
 
sort
 
@a
;

    
while
(
"@a"
 
ne
 
"@sorted"
)
 
{

       
@a
 
=
 
shuffle
(
@a
);

    
}

    
return
 
@a
;

 
}

```

### Python
```
import
 
random

def
 
bogosort
(
nums
):

    
def
 
isSorted
(
nums
):

        
if
 
len
(
nums
)
 
<
 
2
:

            
return
 
True

        
for
 
i
 
in
 
range
(
len
(
nums
)
 
-
 
1
):

            
if
 
nums
[
i
]
 
>
 
nums
[
i
 
+
 
1
]:

                
return
 
False

        
return
 
True

    
while
 
not
 
isSorted
(
nums
):

        
random
.
shuffle
(
nums
)

    
return
 
nums

num1
 
=
 
input
(
'Input  comma separated numbers:
\n
'
)
.
strip
()

nums
 
=
 
[
int
(
item
)
 
for
 
item
 
in
 
num1
.
split
(
','
)]

print
(
bogosort
(
nums
))

```

### Ruby
```
def
 
bogosort
(
seq
)

 
seq
.
shuffle!
 
while
 
not
 
seq
.
each_cons
(
2
)
.
all?
 
{
|
a
,
b
|
 
a
 
<=
 
b
}

end

```